# Bộ Thân (身)
Bộ Thân, bộ thứ 158 có nghĩa là "thân" là 1 trong 20 bộ có 7 nét trong số 214 bộ thủ Khang Hy.
Trong Từ điển Khang Hy có 97 chữ (trong số hơn 40.000) được tìm thấy chứa bộ này.

## Tự hình Bộ Thân (身)

Giáp cốt văn
Kim văn
Đại triện
Tiểu triện

## Chữ thuộc Bộ Thân (身)
| Số nét bổ sung | Chữ                                   |
| -------------- | ------------------------------------- |
| 0              | 身/thân/                              |
| 3              | 躬/cung/                              |
| 4              | 躭/đam/ 躮 躯/khu/                    |
| 5              | 躰/thể/                               |
| 6              | 躱/đóa/ 躲/đóa/                       |
| 7              | 躳/cung/ 躴 躵                        |
| 8              | 躶/khỏa/ 躷/ải/ 躸 躹 躺/thảng/ 躻 躼 |
| 9              | 躽 躾                                 |
| 10             | 躿                                    |
| 11             | 軀/khu/ 軁/lâu/                       |
| 12             | 軂 軃/đả/ 軄/chức/                    |
| 13             | 軅 軆/thể/                            |
| 14             | 軇                                    |
| 17             | 軈                                    |
| 20             | 軉                                    |